# 慕容稚
慕容稚（?—?），昌黎棘城（今辽宁省义县西北）人，前燕宗室，慕容鲜卑慕容廆的兒子，慕容皝的兄弟。
333年，慕容皝的同母弟征虏将军慕容仁在平郭（今辽宁省盖州市南）起兵反对慕容皝，慕容皝派军祭酒封奕慰抚辽东。命高诩为广武将军，领兵五千与异母弟、建武将军慕容幼、慕容稚、广威将军慕容军、宁远将军慕容汗、司马佟寿共同讨伐慕容仁，在汶城以北与慕容仁交战，慕容幼、慕容稚、慕容军都被掳获。佟寿归降慕容仁。孙机据辽东城响应慕容仁，封奕和慕容汗返回。慕容仁尽占辽东。
336年正月十九日，慕容皝率领弟弟军师将军慕容评等从昌黎东行踏冰而进三百多里。在历林口弃辎重，轻兵赴平郭。慕容仁率全军在城西北结阵，慕容军率部归降慕容皝，慕容皝乘机攻袭，慕容仁被擒获，慕容皝赐死慕容仁。慕容幼、慕容稚、佟寿、郭充、翟楷、庞鉴等人都向东逃亡，慕容幼中途返回。翟楷、庞鉴被追上斩首。佟寿、郭充逃奔高丽。